# Sakasama no Patema
Sakasama no Patema (サカサマのパテマ Sakasama no Patema?) es una película de animación japonesa de género fantástico lanzada en 2013 por Yasuhiro Yoshiura. Fue lanzada en Japón el 9 de noviembre de 2013. Su duración es de 99 minutos. 

## Argumento
Patema vive en una civilización que habita en un sistema de túneles y cavernas bajo tierra. A ella le gusta ir afuera de su pueblo para ir a conocer el mundo, a pesar de las repetidas advertencias que le indican del peligro que hay fuera. Estando investigando por  "la zona prohibida", Patema se encuentra con un ser extraño colgando del cielo boca abajo. Ella en un descuido cae en un profundo agujero y, al despertarse, se da cuenta de que ha caído al mundo exterior donde conoce a un muchacho que se llama Age.

## Personajes
- Patema (パテマ Patema?)
- Age (エイジ Eiji?)
- Porta (ポルタ Poruta?)
- Elder (ジィ Ji?)
- Lagos (ラゴス Ragosu?)
- Jaku (ジャク Jaku?)
- Kaho (カホ Kaho?)
- Izamura  (イザムラ Izamura?)

## Recepción
La película ganó el premio del jurado y del público en la edición de 2013 de Scotland Loves Anime. También fue nominada como mejor película en los Asia Pacific Screen Award for Best Animated Feature Film en su 7ª edición Asia Pacific Screen Awards.